# Énervés de Jumièges
Pour les articles homonymes, voir Jumièges (homonymie).
 (novembre 2015).
Si vous disposez d'ouvrages ou d'articles de référence ou si vous connaissez des sites web de qualité traitant du thème abordé ici, merci de compléter l'article en donnant les références utiles à sa vérifiabilité et en les liant à la section « Notes et références ».

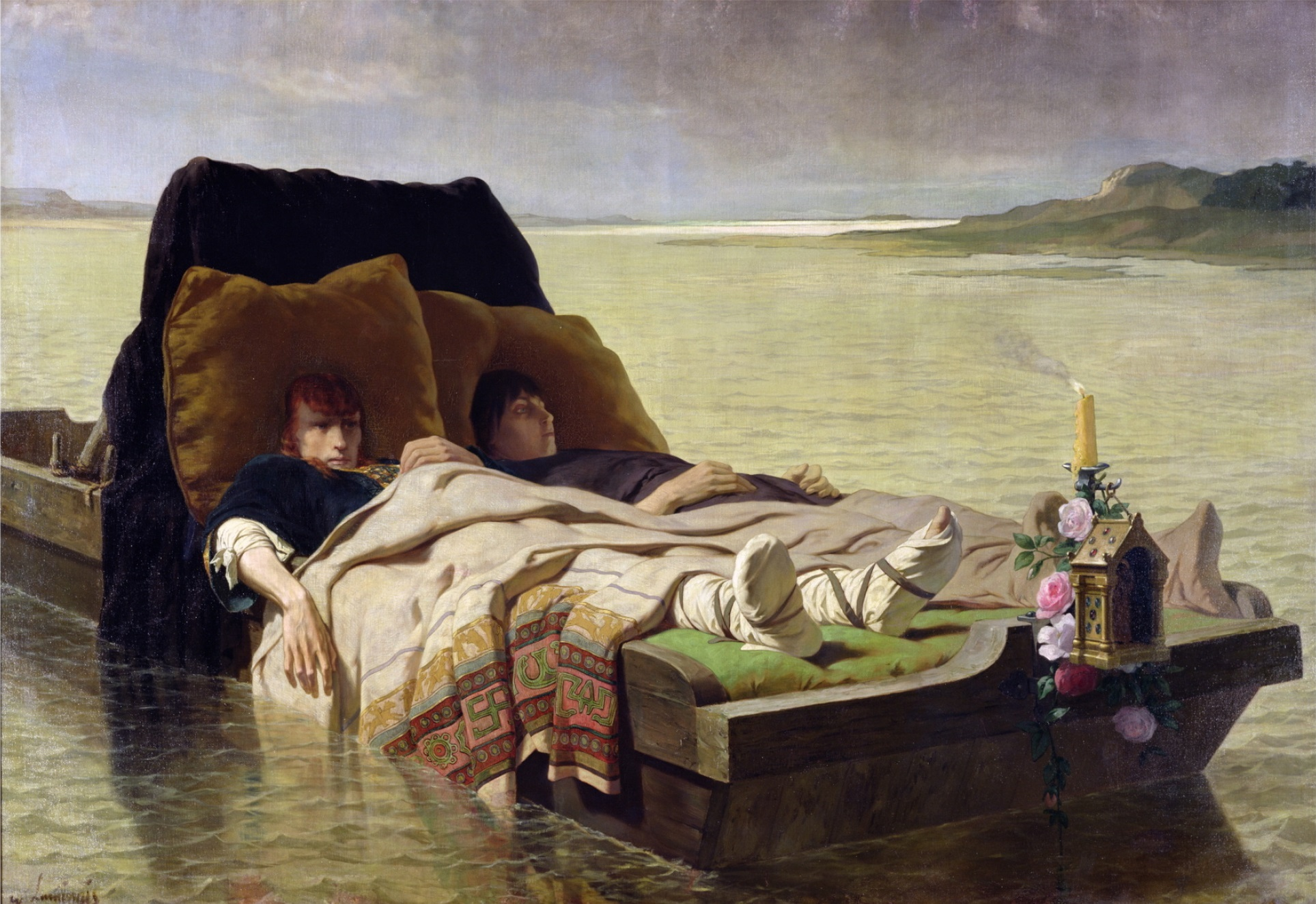
Évariste-Vital Luminais, Les Énervés de Jumièges (1880), huile sur toile, 1.97 m × 1.76 m, Rouen, musée des beaux-arts.

Les Énervés de Jumièges est une légende tardive (XIIe – XIIIe siècle) relative à deux des fils du roi mérovingien Clovis II (milieu du VIIe siècle).

## Légende
Vers 660, Clovis II aurait entrepris un pèlerinage en Terre sainte. Durant son absence, il confie le gouvernement à son fils aîné, sous la régence de sa mère, Bathilde. Mais durant cette période, son fils s'oppose à sa mère, et se joint à l'un de ses frères cadets pour comploter contre le roi et la reine. Clovis apprend cette révolte et rentre en France. Ses fils lui opposent une armée, mais le roi finit par triompher des rebelles.
Le roi est bien décidé à faire exécuter les deux traîtres. Mais sa femme Bathilde propose plutôt de les punir en brûlant les nerfs de leurs jambes : « Je juge que doivent être affaiblies la force et la puissance de leur corps, puisqu'ils ont osé les employer contre le roi leur père ». Ainsi, il faut comprendre le terme « énervé » à l'inverse de sa signification moderne, son sens premier désignant quelqu'un dont on a enlevé ou coupé les nerfs (en fait les tendons), et qui est donc apathique, incapable de réaction.
Devenus faibles et handicapés, les deux frères se réfugient dans la prière, et demandent à entrer en religion. Ne sachant dans quel monastère les placer, Bathilde décide de les confier au hasard et fait construire un radeau à bord duquel les deux frères sont envoyés à la dérive sur la Seine.
Le bateau dérive de Paris jusqu'à Jumièges, près de Rouen. Là, saint Philibert, le fondateur de l'abbaye de Jumièges, les voit et reconnaît leurs habits royaux. Il les recueille et les conduit à l'abbaye où ils deviennent moines. Plus tard, le roi et la reine, apprenant où leurs fils ont été recueillis, rendent visite à l'abbaye et font agrandir le monastère et léguer des terres aux moines.
L'histoire démontre le caractère parfaitement légendaire de ce récit. En effet, Clovis II étant mort jeune, ses fils n'auraient donc jamais eu l'âge nécessaire pour se dresser contre lui. En outre, il n'est jamais parti en pèlerinage en Terre sainte. Ses trois fils, Clotaire, Childéric et Thierry ont régné tour à tour, et aucun ne fit un moine, a fortiori « énervé ».
Au XVIIe siècle, le moine Jean Mabillon donne une autre version de cette légende en disant qu'il s'agissait du duc de Bavière Tassilon et son fils Théodon, punis de s'être révoltés contre le pouvoir de Charlemagne. Cette légende arrangeait les moines, qui montraient ainsi l'origine royale des biens dont la propriété leur était contestée.
En 2019, des recherches archéologiques permettent d'étudier la localisation des gisants comme ayant été dans l'axe de la nef au niveau du transept gothique et protégeant un double ossuaire.

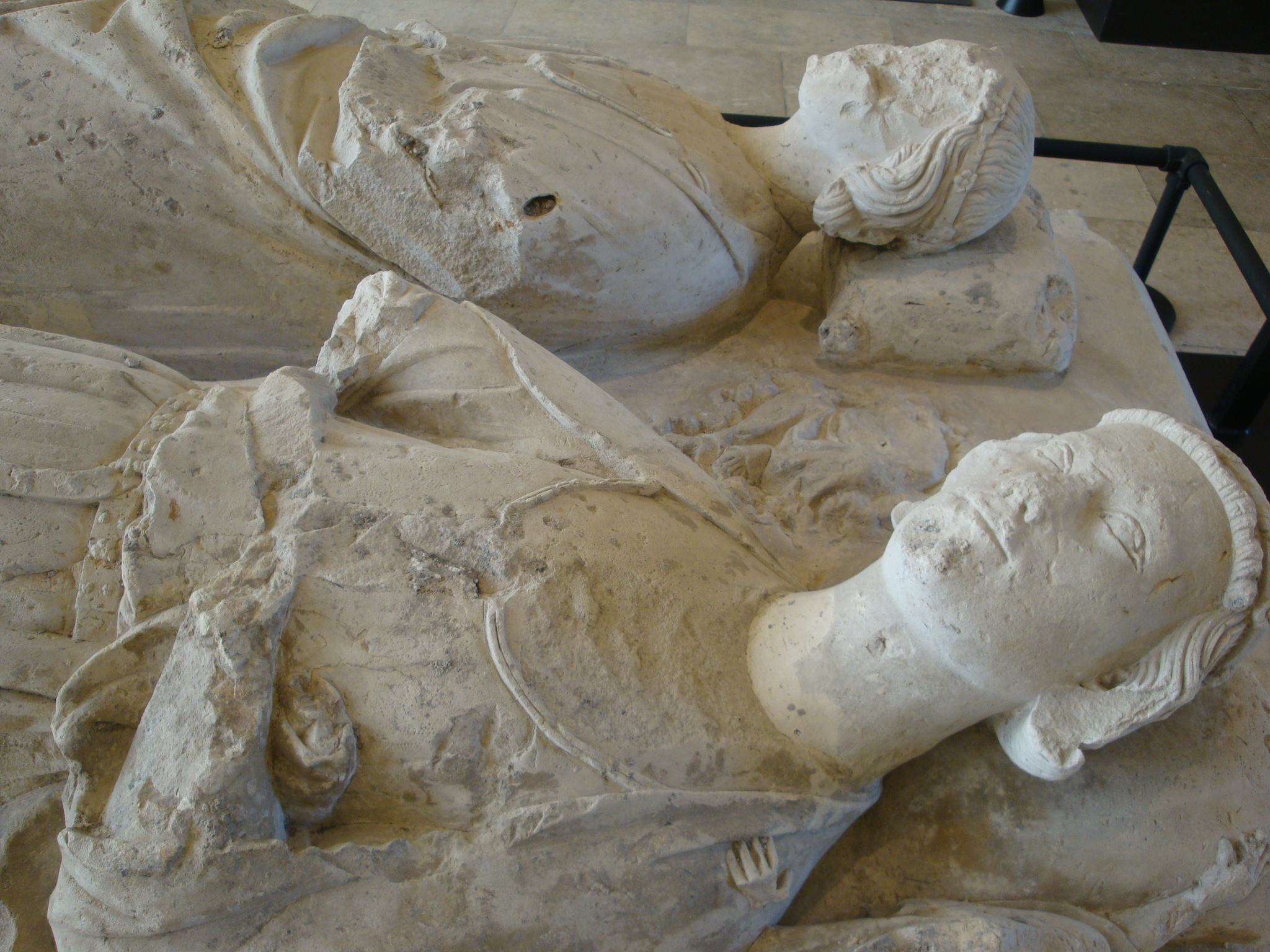
Les Énervés de Jumièges (détail), musée de l'abbaye de Jumièges.

## Édition
- Eustache Hyacinthe Langlois, Essai sur les Enervés de Jumièges, 1838
- Gédéon Huet (éd.), « La légende des Énervés de Jumièges. Texte latin », Bibliothèque de l'École des chartes, vol. 77, 1916, p. 197-216.

## Iconographie
- Espérance Langloi, Tombeau des Enervés dans l'Abbaye de Jumièges (vers 1825). Album de la Commission départementale des Antiquités.
- Évariste-Vital Luminais, Les Énervés de Jumièges (1880), huile sur toile, 1,97 m × 1,76 m, Rouen, musée des beaux-arts. Une autre version est à Sydney, à la Art Gallery of New South Wales (Galerie d'art de Nouvelle-Galles du Sud)[2].
- Henri Marret, Les Énervés de Jumièges (1923), gravure sur bois, Archives départementales de Seine-Maritime.

## Littérature
- Pierre de Ronsard, La Franciade, chant IV, 1572.
- Gabriel Vicaire et Henri Beauclair, Les Déliquescences d'Adoré Floupette, 1885
- Dominique Bussillet, Les Énervés de Jumièges, Éditions Cahiers du Temps, 2007  (ISBN 978-2-911855-94-8).
- Roger Caillois, Le Fleuve Alphée (5. Images et vers) et Au cœur du fantastique, dans Œuvres, Paris, Gallimard, coll. « Quarto », 2008, p. 131 et p. 848-849.
- Didier Coste, Les Éclipses d’Adoré Malley, Acta Fabula, Essais critiques. http://www.fabula.org/revue/document7006.php

## Cinéma
- Claude Duty, Les Énervés de Jumièges (1986), court métrage